# Jesse Hart
Jesse Hart (* 26. Juni 1989 in Philadelphia, Pennsylvania, USA) ist ein US-amerikanischer Profiboxer im Halbschwergewicht.
Er ist der Sohn des ehemaligen Profiboxers Eugene Hart.

## Amateurkarriere
Jesse hart begann im Alter von sieben Jahren mit dem Boxsport und entwickelte sich zu einem der größten Boxtalente in den Vereinigten Staaten. Er gewann 2011 die US-Meisterschaften im Halbschwergewicht, die Golden Gloves im Mittelgewicht und auch die US-Olympiaqualifikation im Mittelgewicht. Er startete daraufhin auch bei den Weltmeisterschaften 2011 in Baku und besiegte Nabah Hzam aus Katar und Sobirjon Nasarow aus Tadschikistan, ehe er im Achtelfinale knapp mit 15:17 gegen den Kasachen Danabek Suschanow ausschied.
Bei den US-Meisterschaften 2012 verlor er im Finale des Mittelgewichts nach einem Unentschieden per Tie-Break gegen Terrell Gausha und verpasste damit eine Teilnahme an den Olympischen Spielen 2012.

## Profikarriere
Im April 2012 unterzeichnete Hart einen Profivertrag beim US-Promoter Top Rank und gewann sein Debüt am 9. Juni 2012.
Er gewann 22 Kämpfe in Folge, davon 18 vorzeitig und boxte am 22. September 2017 gegen Gilberto Ramírez um den WBO-Weltmeistertitel im Supermittelgewicht, verlor jedoch einstimmig nach Punkten. Nach drei folgenden Siegen boxte er am 14. Dezember 2018 in einem Rückkampf erneut um den WBO-Titel gegen Gilberto Ramírez, verlor jedoch erneut, diesmal durch Mehrheitsentscheidung nach Punkten.
Hart wechselte anschließend in das Halbschwergewicht und besiegte am 15. Juni 2019 Sullivan Barrera einstimmig nach Punkten, unterlag jedoch am 11. Januar 2020 durch geteilte Punktentscheidung gegen Joe Smith junior.